# Ришардо, Франсуа
Франсуа́ Ришардо́ (фр. François Richardot; 1507, Морэ-Виль-Эглиз — 1574, Аррас) — франко-бургундский католический богослов и проповедник; церковный оратор из ордена августинцев; епископ Арраса (1561—1574), сменивший Перрено де Гранвеля, и исповедник Маргариты Пармской. Профессор университета в Дуэ.
Ходатайствовал перед герцогом Альбой о прекращении резни во Фландрии, но без успеха.

## Творчество
Его сочинения:
- «Oraisons funèbres de Charles Quint, de Marie de Hongrie etc.» (1558),
- «Quatre sermons» (1567),
- «Oraisons funèbres de don Carlos, de Henri II etc.» (1569),
- «Six sermons» (1569),
- «Discours» (1608).